# Schwedische Chemische Gesellschaft
Die Schwedische Chemische Gesellschaft (schwedisch: Svenska Kemisamfundet, zuerst Kemiska Samfundet i Stockholm, danach Kemist-samfundet) ist ein am 22. November 1883 gegründeter gemeinnütziger Verein, der das Ziel hat, der Chemie in Schweden eine Stimme zu geben. Sie kooperiert mit verschiedenen nationalen und internationalen Organisationen, wie EuCheMS und IUPAC und gibt die Mitgliedszeitschrift Kemisk Tidskrift heraus, die seit 2019 von Vetenskapsmedia i Sverige AB gedruckt wird. Die ca. 4000 Mitglieder sind sowohl Chemiker und Chemieingenieure als auch Chemielehrer und -studenten.

## Berzelius-Tage
Seit 1956 organisiert die Schwedische Chemie Gesellschaft die Berzelius-Tage mit dem Ziel, schwedischen Gymnasiasten einen Einblick in das Chemiestudium und die Arbeitswelt des Chemikers zu vermitteln. An dieser Veranstaltung, die an der Universität Stockholm durchgeführt wird, nehmen jährlich rund 350 Schüler zwischen 16 und 20 Jahren teil. Neben den schwedischen Schülern können auch Schüler aus Norwegen und Finnland teilnehmen. Die Stipendien hierzu werden von Schulen und Unternehmen in Schweden finanziert. Nationale und internationale Forscher von Universitäten und aus der Industrie geben Einblicke in ihre Forschung, ihrem Alltag und zeigen den Wert des naturwissenschaftlichen Unterrichts.

## Ausschuss für Nomenklatur
Dieser Ausschuss beschäftigt sich u. a. mit der speziellen chemischen Nomenklatur in Schweden, wie etwa den schwedischen Namen für neue Elemente.

## Kommission für Chemiegeschichte
Diese Kommission gibt Informationen und Ratschläge an alle Interessierte und hält Vorträge zur Geschichte der Chemie.

## Auszeichnungen
Die Schwedische Chemische Gesellschaft vergibt folgende Auszeichnungen und Medaillen:
- Norblad-Ekstrand-Medaille
- Oscar Carlson-Medaille
- Arrhenius-Plakette: diese wurde 1960 zum Andenken an Svante Arrhenius, Mitglied der Schwedischen Chemischen Gesellschaft seit 1884, gestiftet. Verliehen wird sie jährlich an Personen, die herausragende wissenschaftliche Forschung auf dem Gebiet der Chemie und ihrer Grenzwissenschaften geleistet haben. Erstmals erhielt Ragnar Ryhage sie im Jahr 1962.[8]
- Gunnar Starck-Medaille
- Torbern Bergman-Medaille: diese Medaille wurde 1967, zum 200. Jahrestag der Ernennung von  Torbern Bergman als Professor für Chemie in Uppsala, gestiftet, um dessen Arbeiten beim Ausbau der analytischen Chemie in Schweden zu würdigen. Die Torbern Bergman-Medaille wird während der Analysentage der Analytischen Abteilung der Gesellschaft an Personen verliehen, die sich in der analytischen Chemie verdient gemacht haben. Erstmals wurde sie 1967 an Gerold Schwarzenbach überreicht.[9]

- Bror Holmberg-Medaille
- Herman-Wold-Medaille